# هنري وايت إيدجيرتون
هنري وايت إيدجيرتون (بالإنجليزية: Henry White Edgerton)‏ هو قاضي ومحامي أمريكي، ولد في 20 أكتوبر 1888 في روش سنتر في الولايات المتحدة، وتوفي في 23 فبراير 1970 في واشنطن العاصمة في الولايات المتحدة.